# Danh sách di sản văn hóa Tây Ban Nha được quan tâm ở Capdepera
Danh sách di sản văn hóa Tây Ban Nha được quan tâm ở Capdepera.
| Tên                                                              | Dạng                         | Địa điểm                                | Tọa độ                                        | Số hồ sơ tham khảo? | Ngày nhận danh hiệu? | Hình ảnh                                                    |
| ---------------------------------------------------------------- | ---------------------------- | --------------------------------------- | --------------------------------------------- | ------------------- | -------------------- | ----------------------------------------------------------- |
| Capdepera                                                        | Di tích                      | Capdepera                               | 39°42′15″B 3°26′00″Đ / 39,704042°B 3,433393°Đ | RI-51-0008396       | 30-11-1993           | Núcleo Urbano · Upload image                                |
| Talaiot s'Heretat (Es Claper des Gegant)                         | Di tích Khảo cổ học Talayote | Capdepera                               | 39°40′41″B 3°25′49″Đ / 39,677939°B 3,430347°Đ | RI-51-0001975       | 10-09-1966           | Talayote de s'Heretat (Es Claper des Gegant) · Upload image |
| Talayote Son Favar                                               | Di tích Khảo cổ học          | Capdepera                               | 39°41′44″B 3°25′24″Đ / 39,695535°B 3,423225°Đ | RI-51-0001984       | 10-09-1966           | Upload image                                                |
| Tháp Canyamel                                                    | Di tích Kiến trúc quân sự    | Capdepera Carretera Artá-Canyamel, km 5 | 39°40′03″B 3°24′42″Đ / 39,667421°B 3,411753°Đ | RI-51-0008394       | 30-11-1993           | Torre de Canyamel · Upload image                            |
| Cap Vermell                                                      | Di tích                      | Capdepera                               |                                               | RI-51-0008388       | 30-11-1993           | Upload image                                                |
| Capilla Gótica                                                   | Di tích                      | Capdepera                               |                                               | RI-51-0008387       | 30-11-1993           | Upload image                                                |
| Quần thể Tiền sử Sa Mesquida Baix (Es Pujolets)                  | Di tích                      | Capdepera                               |                                               | RI-51-0001978       | 10-09-1966           | Upload image                                                |
| Creu S'escorxador                                                | Di tích                      | Capdepera                               |                                               | RI-51-0010277       | 25-09-1998           | Upload image                                                |
| Hang Sa Mesquida Vella (Es Torrent)                              | Di tích                      | Capdepera                               |                                               | RI-51-0001977       | 10-09-1966           | Upload image                                                |
| Hang Son Jaumell (Camí Na Begassa)                               | Di tích                      | Capdepera                               |                                               | RI-51-0001986       | 10-09-1966           | Upload image                                                |
| Hang Son Primer (Vịnh nhỏ Guinardes)                             | Di tích                      | Capdepera                               |                                               | RI-51-0001990       | 10-09-1966           | Upload image                                                |
| Es Claper                                                        | Di tích                      | Capdepera                               |                                               | RI-51-0008397       | 30-11-1993           | Upload image                                                |
| Habitaciones Prehistóricas Canyamél (Baix Des Llisar, Norte)     | Di tích                      | Capdepera                               |                                               | RI-51-0001970       | 10-09-1966           | Upload image                                                |
| Habitaciones Prehistóricas Canyamél (Baix Des Llisar, sur)       | Di tích                      | Capdepera                               |                                               | RI-51-0001969       | 10-09-1966           | Upload image                                                |
| Habitaciones Prehistóricas Canyamél (L'angel)                    | Di tích                      | Capdepera                               |                                               | RI-51-0001968       | 10-09-1966           | Upload image                                                |
| Habitaciones Prehistóricas Sa Mesquida Dalt (Cloves Des Molinot) | Di tích                      | Capdepera                               |                                               | RI-51-0001979       | 10-09-1966           | Upload image                                                |
| Habitación Prehistórica Son Valent (Can Fil Baix)                | Di tích                      | Capdepera                               |                                               | RI-51-0001991       | 10-09-1966           | Upload image                                                |
| N ' Anyana                                                       | Di tích                      | Capdepera                               |                                               | RI-51-0008398       | 30-11-1993           | Upload image                                                |
| Nghĩa địa Canyamél (Sa Gola)                                     | Di tích                      | Capdepera                               |                                               | RI-51-0001971       | 10-09-1966           | Upload image                                                |
| Nghĩa địa Son Jaumell (Ses Covasses)                             | Di tích                      | Capdepera                               |                                               | RI-51-0001987       | 10-09-1966           | Upload image                                                |
| Khu dân cư Amurallado So's Sastres                               | Di tích                      | Capdepera                               |                                               | RI-51-0001993       | 10-09-1966           | Upload image                                                |
| Khu dân cư Amurallado Son Barbassa (Es Puig)                     | Di tích                      | Capdepera                               |                                               | RI-51-0001983       | 10-09-1966           | Upload image                                                |
| Tàn tích Tiền sử Puig D'en Nofre                                 | Di tích                      | Capdepera                               |                                               | RI-51-0001981       | 10-09-1966           | Upload image                                                |
| Tàn tích Tiền sử Punta Des Castellás                             | Di tích                      | Capdepera                               |                                               | RI-51-0001982       | 10-09-1966           | Upload image                                                |
| Tàn tích Tiền sử S'ullal (Es Claperot)                           | Di tích                      | Capdepera                               |                                               | RI-51-0001995       | 10-09-1966           | Upload image                                                |
| Tàn tích Tiền sử Ses Talaioes                                    | Di tích                      | Capdepera                               |                                               | RI-51-0001994       | 10-09-1966           | Upload image                                                |
| S ' Heretat                                                      | Di tích                      | Capdepera                               |                                               | RI-51-0008399       | 30-11-1993           | Upload image                                                |
| Son Guiscafre                                                    | Di tích                      | Capdepera                               |                                               | RI-51-0008395       | 30-11-1993           | Upload image                                                |
| Son Jaumell                                                      | Di tích                      | Capdepera                               |                                               | RI-51-0008393       | 30-11-1993           | Upload image                                                |
| Talaia Nova "cap Vermelll"                                       | Di tích                      | Capdepera                               |                                               | RI-51-0008391       | 30-11-1993           | Upload image                                                |
| Talaia Vella                                                     | Di tích                      | Capdepera                               |                                               | RI-51-0008392       | 30-11-1993           | Upload image                                                |
| Talayote Canyamél (Puig S'hort)                                  | Di tích                      | Capdepera                               |                                               | RI-51-0001972       | 10-09-1966           | Upload image                                                |
| Talayote Es Claper                                               | Di tích                      | Capdepera                               |                                               | RI-51-0001974       | 10-09-1966           | Upload image                                                |
| Talayote Son Valent (Es Sementeret)                              | Di tích                      | Capdepera                               |                                               | RI-51-0001992       | 10-09-1966           | Upload image                                                |
| Talayote S'horta                                                 | Di tích                      | Capdepera                               |                                               | RI-51-0001976       | 10-09-1966           | Upload image                                                |
| Tháp Esbucada                                                    | Di tích                      | Capdepera                               |                                               | RI-51-0008389       | 30-11-1993           | Upload image                                                |
| Tháp Nova                                                        | Di tích                      | Capdepera                               |                                               | RI-51-0008390       | 30-11-1993           | Upload image                                                |